# Isla Rurima
La isla Rurima (en inglés: Rurima Island) es una pequeña isla en la bahía de Plenty, cerca de la isla Norte de Nueva Zelanda. La isla es la más grande de las Rocas Rurima, con las islas Moutoki y Tokata situadas a 1 km (0,62 millas) al este y oeste respectivamente.
Situada a unos 9 km (5,6 millas) al oeste de la isla Moutohora y a 10 km (6,2 millas) al noroeste de la desembocadura del río Rangitaiki, las Rocas Rurima son una reserva natural deshabitada propiedad de la tribu Ngāti Awa.